# Torn
«Torn» — песня американской группы Ednaswap, написанная в 1993 году Скоттом Катлером, Энн Привен и Филом Торнелли. Впервые выпущена датской поп-певицей Лис Сёренсен под названием Brændt в том же году. Сама группа Ednaswap студийную версию выпустила в виде сингла двумя годами позже, затем она вышла на дебютном одноименном альбоме Ednaswap (1995). Сингл разошёлся тиражом более миллиона копий в Великобритании и более 2,5 миллиона копий по всему миру.
Наибольшую известность и популярность получила версия песни в исполнении австралийской певицы Натали Имбрульи с дебютного альбома Left of the Middle (1997).

## Позиция в чартах
| Хит-парад                          | Наивысшая позиция |
| ---------------------------------- | ----------------- |
| Австралия (Top 50 Singles)         | 2                 |
| Австрия (Ö3 Austria Top 40)        | 32                |
| Великобритания (UK Top 75 Singles) | 2                 |
| U.S. Billboard Modern Rock         | 12                |
| U.S. Billboard Adult Contemporary  | 4                 |
| U.S. Billboard Hot 100 Airplay     | 1                 |
| U.S. Billboard Hot 100             | 42                |